# 小碓通
小碓通（こうすどおり）は愛知県名古屋市中川区にある町名。現行行政地名は小碓通1丁目から小碓通5丁目。住居表示未実施。

## 地理
名古屋市中川区の南東部に位置し、東に昭明町、西に明徳町、北に昭和橋通、南に港区小割通と接する。

## 歴史
- 1960年（昭和35年）3月20日 - 中川区中野新町・小碓町の各一部により、同区小碓通として成立[5]。

## 世帯数と人口
2019年（平成31年）1月1日現在の世帯数と人口は以下の通りである。
| 町丁   | 世帯数  | 人口  |
| ------ | ------- | ----- |
| 小碓通 | 146世帯 | 306人 |

## 学区
市立小・中学校に通う場合、学校等は以下の通りとなる。また、公立高等学校に通う場合の学区は以下の通りとなる。
| 番・番地等 | 小学校                 | 中学校                 | 高等学校 |
| ---------- | ---------------------- | ---------------------- | -------- |
| 全域       | 名古屋市立昭和橋小学校 | 名古屋市立昭和橋中学校 | 尾張学区 |

## 施設
- 中部鋼鈑（所在地は小碓通5丁目であるが、工場の設置されている場所は明徳町にある。）

## その他

### 日本郵便
- 郵便番号 : 454-0856[2]（集配局：中川郵便局[8]）。